# 解け合い
解け合い（とけあい）とは、株式用語で市場がさまざまな要因で急激な混乱にさらされたときややむをえない事情がある場合などに決済不能に陥った場合、緊急手段として双方に一定の価格を提示し、決済することをいう。

## 事例
2005年12月12日に起きたジェイコム株大量誤発注事件の際に行われたものが有名で、取引停止前に約定済であった9万6236株を91万2000円にて強制決済とすることが決定された。当日、東京証券取引所の株取引の清算や決済を担当する日本証券クリアリング機構の山下剛正社長は、「現状を把握し、市場への影響を踏まえて厳正に決めたもの」とのコメントを発表している。